# Kartik Swami
Kartik Swami (nep. कार्तिक स्वामी) – gaun wikas samiti w zachodniej części Nepalu w strefie Karnali w dystrykcie Jumla. Według nepalskiego spisu powszechnego z 2001 roku liczył on 365 gospodarstw domowych i 1975 mieszkańców (992 kobiet i 983 mężczyzn).